# マルグリット・ド・ジョアンヴィル
マルグリット・ド・ジョアンヴィル（フランス語：Marguerite de Joinville, 1354年 - 1418年）は、フランスの貴族女性。ジョアンヴィル領主、ヴォーデモン女伯（在位：1365年 - 1418年）。

## 生涯
マルグリットの父親はジョアンヴィル領主・ヴォーデモン伯アンリ5世であったが、マルグリットが7歳のときに死去した。また、母親はマリー・ド・リュクサンブール＝リニーであった。
1367年にモンテギュ領主ジャン・ド・シャロン（1340年 - 1373年）と結婚した。この結婚で子供は生まれなかった。
1374年にピエール・ド・ジュネーヴと結婚した。1378年、ピエールの弟ロベールがクレメンス7世として対立教皇に選出された。ピエールはクレメンス7世に仕え、1392年に死去した。この結婚でも子供は生まれなかった。
1392年にロレーヌ公シャルル2世の弟フェリー1世・ド・ロレーヌ（1368年 - 1415年）と結婚した。この結婚で3子が生まれた。
- アントワーヌ（1397年 - 1456年） - ヴォーデモン伯、孫はロレーヌ公フェリー2世
- エリザベート（1400年 - 1458年） - 1412年にナッサウ＝ヴァイルブルク伯フィリップ1世と結婚
- マルグリット - ティボー2世・ド・ブラモンと結婚